# Alexander Grant MacKay
Alexander Grant MacKay, född 7 mars 1860, död 25 april 1920, var en kanadensisk politiker. Han var ledare för Ontarios liberala parti mellan september 1907 och september 1911.